# Stazione di Altdorf
La stazione di Altdorf è la stazione ferroviaria principale di Altdorf situata nel Canton Uri, in Svizzera posta lungo la ferrovia del San Gottardo a servizio della località omonima.
La stazione si trova tra quelle di Flüelen ed Erstfeld ed è la stazione più vicina all'entrata settentrionale della galleria di base del San Gottardo.
La stazione è servita dalla linea S2 della Ferrovia urbana di Zugo, con collegamenti ogni ora tra Zugo, Arth-Goldau ed Erstfeld.